# 天紀
天紀（てんき）は、三国時代、呉の末帝孫晧の治世に行われた8番目の元号。
277年 - 280年。呉の最後の元号。

## 出来事
- 瑞兆により天紀と改元。
- 3年11月：西晋が呉征伐の大軍を起こす。
- 4年3月壬寅（280年5月1日）：孫晧が晋に降る。これにより呉は滅亡。

## 西暦・干支との対照表
| 天紀 | 元年  | 2年   | 3年   | 4年   |
| 西暦 | 277年 | 278年 | 279年 | 280年 |
| 干支 | 丁酉  | 戊戌  | 己亥  | 庚子  |

## 他元号との対照表
| 天紀 | 元年  | 2年   | 3年   | 4年   |
| 西晋 | 咸寧3 | 咸寧4 | 咸寧5 | 咸寧6 |